# ピーマンズスタンダード
ピーマンズスタンダードは、かつて松竹芸能で活動していたお笑いコンビ。2005年7月結成、2019年2月解散。現在は吉田は引退し、南川は「みなみかわ」の名前でピン芸人として活動している。

## メンバー
南川 聡史（みなみかわ さとし、1982年9月28日 - ）（42歳）
- 大阪府堺市出身。血液型AB型、身長181cm。浪速高等学校、関西大学出身。
- ツッコミ担当。立ち位置は向かって右。
- 解散後は芸名を「みなみかわ」に改名し、ピン芸人として活動。

吉田 寛（よしだ ひろし、1979年12月15日 - ）（45歳）
- 兵庫県神戸市垂水区出身、血液型B型、身長167cm。兵庫県立舞子高等学校、甲南大学出身。
- ボケ担当。立ち位置は向かって左。
- 以前は高校時代の同級生と「ブチネコ」というコンビを組んでいた。
- 総合格闘技、ブラジリアン柔術経験者。
- 関口房朗、大竹まことのモノマネをすることもある。
- 解散後は、芸能界を引退してテレビ番組制作会社で働く事を自身のTwitterで発表した[2]。株式会社daInaRI（2024年に株式会社ディ・コンプレックスに事業譲渡）で39歳からADを3年経験後、アシスタントプロデューサーとなり、『霜降りミキXIT』『ゼロイチファミリアは褒められたい』などを担当している[3][4]。引退後もSNSは継続し、安田大サーカス・クロちゃんのTwitterに時折登場する。2022年に飛石連休・藤井ペイジのYouTubeチャンネルの「辞めた芸人に話を聴こう」シリーズに出演し、コンビ時代の裏話や解散の経緯を語っている[5]。

## 経歴
- 2005年コンビ結成。同年7月7日のサテライトライブにて初舞台。当初コンビ名は特にこだわりがなく「吉田南川」で活動していたが、大阪のテレビ収録直前に名前を決めろと言われ、南川が「覚えやすいからピーマンズにしよう」と言ったところ、吉田は前に組んでいた「ブチネコ」と同じ画数だったため「それじゃ画数が悪い」と騒ぎ出し、結局南川のピン芸人としての名前「アイヒマンスタンダード」の一部を取り「ピーマンズスタンダード」という長い名前になった[6]。
- コンビ名の案に、「ワンタンメン」「イチゴ大福」などもあった[7]。
- 2005年8月5日、生田神社お笑いコンテストで2位。
- 2006年9月に閉館した「千日前OSスバル座」でアルバイトをしていた。
- M-1グランプリ2008で3回戦進出。2016年、2017年には準々決勝に進出している。第12回漫才新人大賞本選出場。
- 2009年2月より活動拠点を東京に移した[8]。
- 2019年2月5日放送の『ウチのガヤがすみません!』（日本テレビ系）および翌6日の松竹芸能公式サイトにて解散を発表[9][1]。

## 芸風
主に漫才。つかみに南川が一言言う。吉田の哲学的かつ理屈っぽいボケに南川がボキャブラリー豊かなツッコミをするネタや、吉田のボケに南川が「モヤモヤする」とつっこむネタなどがあった。Wボケの漫才も行っていた。
「モヤモヤ」ネタは元々漫才の中の一部だったが、上京して半年後のライブでそのネタを見たふとっちょ☆カウボーイから「『モヤモヤする』だけで1分半のネタ作ったらレッドカーペット通るんじゃない?」と言われ、実際にすぐにオーディションを通り、初登場から2回連続でレッドカーペット賞も獲った。それからふとっちょ☆カウボーイに会うたびに「あの頃はふとっちょさんのおかげでした」と感謝しているという。

## 出演作品

### テレビ
- 爆笑オンエアバトル（NHK総合）戦績0勝1敗 最高KB 189KB
- オンバト+（NHK総合）戦績1勝3敗 最高KB 413KB
- ますだおかだ角パァ!（朝日放送）
- 笑いの超新星（読売テレビ）
- わらいのちから（ケーブルウェスト）
- お笑い図鑑 ハマヌキ（tvk）
- ジャイケルマクソン（毎日放送）
- 美しき青木・ド・ナウ（テレビ朝日、2009年8月3日）
- エンタの天使（日本テレビ、2009年5月27日、キャッチコピーは「金持ちの道楽アンケート」）吉田のみ
- 爆笑レッドシアター（フジテレビ、2009年8月19日）　ホワイトシアターに出演
- 爆笑ホワイトカーペット（フジテレビ）キャッチコピーは「モヤモヤスッキリ」
- エンタの神様（日本テレビ）キャッチコピーは「ほろ苦の新種」
- 爆笑レッドカーペット（フジテレビ）キャッチコピーは「モヤモヤスッキリ」→「中身つまってます」
  - 初出場でレッドカーペット賞を受賞。2回目の出演でも受賞。
- サキよみ ジャンBANG!（テレビ東京、2009年9月25日）
- トークも結構おおざっぱ!（GyaOジョッキー）
- 全種類。（TBSテレビ、2010年5月20日）- 「女の子でも笑える下ネタ仕分け」
- 新世紀ネタキング決定戦（TOKYO MX、2011年2月17日放送）
- (株)世界衝撃映像社（フジテレビ）
- クイズ☆タレント名鑑（TBSテレビ）
- チャンネル生回転TV Midnightザップ!！（BSスカパー、2014年10月-2015年3月）火曜ザッパー
- ほぼほぼ（テレビ東京、2016年7月24日）
- めちゃ×2イケてるッ!（フジテレビ）
- あはれ!名作くん（NHK Eテレ、2017年1月13日） 南川のみ
- 松竹芸能創立60周年記念特番「新宿ますだおかだ寄席」(BSフジ) - 2017年3月25日深夜
- オールスター後夜祭（2018年10月7日[10]、TBS）
- ウチのガヤがすいません!（日本テレビ、不定期出演）- 2019年2月5日放送回で解散を発表し、コンビの最後のTV出演となった[9]。解散後は、引き続きみなみかわが出演

以下「アイヒマンスタンダード」として（南川のみ）
- あらびき団（TBS、2008年4月16日初登場）
- やりすぎコージー（テレビ東京、2008年12月8日）
- お笑いDynamite!（TBS、2009年5月3日）キャッチコピーは「ニセもの韓流スター」
- お笑い図鑑 ハマヌキ（tvk）
- エンタの神様（日本テレビ）キャッチコピーは「韓流のダテ芸人」
- 半分エスパー（フジテレビTWO） ぺさん役
- めちゃ×2イケてるッ!（フジテレビ-2017年12月2日）単位上等!爆走数取団出演。ジミー（有野）の助っ人として。

### ラジオ
- 松竹コンコンラジオ（レインボータウンFM 2010年4月 -）レギュラー
- マイナビ Laughter Night（TBSラジオ、2016年7月23日・8月27日・10月22日、2017年9月1日）
- アッパレやってまーす!火曜日（MBSラジオ 2022年4月12日   -）レギュラー

### ライブ
- ツーステ（1時間の単独ライブ2本。過去にFunPark、左ミドル、恋愛小説家(2回)と合同で行なった）
- チックタック ～出よ!ヤーングショウチク～(2009年1月をもって卒業)
  - 南川は「ホモコマンダー」というキャラクターで出演
- 昼寄席(不定期)
- わらいのちから
- 松竹Aライブ（松竹芸能新宿角座）
- 関東ゲラゲラGOLD（松竹芸能新宿角座） - MC（2016年11月まで）[11]
- ラ マンザイ オンブ キグ コント（松竹芸能新宿角座）他

### DVD
- 「PS ヒゲとメガネとシャツとネクタイ」（コンテンツリーグ、2010年12月1日）